# Ворм Спрингс (Вирџинија)
Ворм Спрингс (енгл. Warm Springs) насељено је место без административног статуса у америчкој савезној држави Вирџинија.

## Демографија
По попису из 2010. године број становника је 123.
| Група             | 2000.    | 2010.      |
| Белци             | 0 (0,0%) | 85 (69,1%) |
| Афроамериканци    | 0 (0,0%) | 19 (15,4%) |
| Азијати           | 0 (0,0%) | 1 (0,8%)   |
| Хиспаноамериканци | 0 (0,0%) | 20 (16,3%) |
| Укупно            | 0        | 123        |